# سان استبان دل بایه
سان استبان دل بایه دهستانی در استان آبیلای اسپانیا است.
در این دهستان ۸۸۲ نفر زندگی می‌کنند. مساحت این دهستان ۳۶٫۸۸ کیلومتر مربع است.